# طواف إسبانيا 2004
طواف إسبانيا 2004 هو سباق دراجات هوائية أقيم في إسبانيا في سنة 2004، تكون السباق من 21 مرحلة وامتدّ لمسافة 2925 كم بسرعة 37.62 كم/س، استغرق السباق 77 ساعة 42 دقيقة 46 ثانية. فاز به الإسباني روبيرتو إيراس.